# Bureau des enquêtes indépendantes
Le Bureau des enquêtes indépendantes (BEI) est un organisme gouvernemental québécois chargé de mener des enquêtes indépendantes sur les interventions policières impliquant des blessures graves ou des décès. Créé en 2016 par le Gouvernement du Québec, il représente l'équivalent de l'IGPN française. Il détient ses pouvoirs en vertu de la Loi modifiant la Loi sur la police concernant les enquêtes indépendantes, adoptée le 9 mai 2013 (2013, c. 6). Bien qu’il relève du ministre de la Sécurité publique, il maintient une relation sans lien de dépendance avec le gouvernement et n’est subordonné à aucun corps policier du Québec. Il est dirigé par l'avocat Pierre Goulet. Bien que son territoire d'opération soit officiellement le Québec, il a aussi été appelé par la Gendarmerie royale du Canada à faire des enquêtes au Nouveau-Brunswick.

## Histoire
Avant la création du Bureau des enquêtes indépendantes, il n'y avait pas de procédure d'enquête concernant le comportement des policiers au Québec. Les plaintes des citoyens ne débouchaient pas sur des enquêtes ; celles-ci étaient déclenchées uniquement par le Ministère de la Sécurité publique et étaient régies soit par la Sûreté du Québec, soit par le Service de police de la Ville de Montréal ou le Service de police de la Ville de Québec.
Cette situation où les policiers enquêtaient entre eux créait un conflit d'intérêts. Elle fut fortement critiquée durant la grève étudiante québécoise de 2012, qui a donné lieu à plusieurs cas de brutalité policière et à des arrestations de masse de manifestants carrés rouges. Sur sa plateforme pour les élections de 2012, le Parti québécois avait proposé d'« instaurer un nouveau mécanisme d’enquête indépendante, incluant la participation de civils, lors d’incidents impliquant des policiers. ». 
Le Bureau des enquêtes indépendantes a été créé à la suite de l'adoption de la Loi n˚12 modifiant la Loi sur la police concernant les enquêtes indépendantes, sanctionnée le 15 mai 2013. Après un processus de trois ans, le BEI a commencé ses activités le 27 juin 2016. Son cadre légal fut modifié le 14 février 2018 pour lui accorder plus de compétences et d'indépendance.

## Mandat
La fonction du Bureau des enquêtes indépendantes est d'enquêter lorsque des civils ont été blessés ou tués lors d'interventions policières, ou lorsqu'ils sont en état d'arrestation. Le BEI enquête aussi en cas d'agression sexuelle commise par des policiers,.

## Composition
En juin 2020, près de la moitié des enquêteurs du BEI étaient d'anciens policiers. Les autres ont été nommés gardiens de la paix lors de leur entrée dans l'organisation. Parmi les 45 enquêteurs du BEI, seuls quatre sont issus des « minorités visibles », et il n'y a aucun enquêteur issu des peuples autochtones.

## Bilan
Depuis le début de ses activités, le BEI a réalisé 181 enquêtes indépendantes et 133 enquêtes criminelles.
Parmi les enquêtes indépendantes, 117 se sont terminées sans accusation, et aucune ne s'est encore soldée par des accusations portées contre les policiers.
Parmi les enquêtes criminelles, cinq ont donné lieu à des accusations contre les policiers, alors que 35 n'ont donné lieu à aucune mise en accusation. Parmi ces enquêtes, 19,5% concernaient la sûreté du Québec, 32,2% concernaient des corps de police municipaux, 47,4% concernaient des corps de police autochtones, et 0,8% concernait l'Unité permanente anticorruption. 65,4% des victimes plaignantes étaient des autochtones.

## Critique
Des familles des victimes ont critiqué le manque de transparence de BEI, et se plaignent de ne pas recevoir de mise à jour concernant leurs proches blessés ou décédés. Certaines familles, nations autochtones et militants pour les droits civiques croient que la proximité entre la sûreté du Québec et le BEI mine l'indépendance de ce dernier.